# Vivo quanto basta per ammazzarti!
Vivo quanto basta per ammazzarti! (Santee) è un film del 1973 diretto da Gary Nelson.
È un western statunitense con Glenn Ford, Michael Burns, Dana Wynter e Jay Silverheels.

## Trama
Il giovane Jody ritrova a suo padre dopo molti anni, solo per scoprire che suo padre fa parte di una banda di fuorilegge, in fuga da un implacabile cacciatore di taglie di nome Santee. Jody rimane orfano poco dopo che l'ex-sceriffo Santee raggiunge la banda. Segue Santee nella speranza di vendicarsi della morte del padre, invece Jody scopre che Santee è un uomo buono e amorevole, tormentato dalla morte del figlio per mano di un'altra banda di fuorilegge. Santee e sua moglie accolgono Jody nel proprio ranch, iniziando così una relazione padre-figlio. 

Tempo dopo ritorna la banda che aveva sparato al figlio di Santee e i fuorilegge uccidono lo sceriffo Carter, vecchio amico di Santee. Santee, dopo alcuni momenti di indecisione, decide di vendicare l'amico sceriffo ma soprattutto il proprio figlio. Nella sparatoria finale, Jody sacrificherà la propria vita per salvare il "padre adottivo" Santee.

## Produzione
Il film, diretto da Gary Nelson su una sceneggiatura di Brand Bell e Thomas W. Blackburn (quest'ultimo non accreditato), fu prodotto da Deno Paoli, Edward Platt e Caruth C. Byrd per la American Video Cinema e la Vagabond Productions e girato a Albuquerque nel Nuovo Messico, nel Bell Ranch a Santa Susana (California) e nell'Eaves Movie Ranch a Santa Fe (Nuovo Messico), dal giugno all'ottobre 1972.

## Distribuzione
Il film fu distribuito con il titolo Santee negli Stati Uniti nel settembre 1973 al cinema dalla Crown International Pictures.
Altre distribuzioni:
- in Svezia il 3 maggio 1974
- in Finlandia il 28 giugno 1974 (Santee - kuoleman kätyri)
- in Danimarca il 12 maggio 1975 (Santee - den ensomme hævner)
- in Italia (Vivo quanto basta per ammazzarti!)
- in Brasile (Santee - O Caçador de Recompensas)
- in Canada (Les trois flèches)
- in Germania (Santee - Der blutige Pfad der Rache)
- in Spagna (Tres flechas)
- in Germania Ovest (Santee, der Einzelgänger)

## Critica
Secondo il Morandini il film è influenzato dalla violenza dello spaghetti western e vi si può notare una degna caratterizzazione dei personaggi.

## Promozione
Le tagline sono:
- He's the best tracker in the west, but sometimes justice can be hard to find.
- How Long Can a Man Hunt Something That's Already Dead?